# 486239 Zosiakaczmarek
486239 Zosiakaczmarek è un asteroide della fascia principale. Scoperto nel 2012, presenta un'orbita caratterizzata da un semiasse maggiore pari a 2,6080226 UA e da un'eccentricità di 0,3341876, inclinata di 29,39218° rispetto all'eclittica.
Dal 5 ottobre al 4 novembre 2017, quando 495759 Jandesselberger ricevette la denominazione ufficiale, è stato l'asteroide denominato con il più alto numero ordinale. Prima della sua denominazione, il primato era di 481984 Cernunnos.
L'asteroide è dedicato all'astrofila polacca Zosia Kaczmarek.